# Сарси-Другі
Са́рси-Дру́гі (рос. Сарсы-Вторые) — село у складі Красноуфімського міського округу (Натальїнськ) Свердловської області.
Населення — 649 осіб (2010, 673 у 2002).
Національний склад станом на 2002 рік: марійці — 71 %.